# Bóng đá tại Thế vận hội Mùa hè 2004 – Giải đấu Nam
Môn bóng đá nam tại Thế vận hội Mùa hè 2004 được tổ chức tại Athens và bốn thành phố khác ở Hy Lạp từ ngày 11 đến ngày 28 tháng 8. 16 đội tuyển U-23 quốc gia nam thuộc sáu liên đoàn châu lục được chia thành bốn bảng bốn đội, thi đấu vòng tròn một lượt. Hai đội đứng đầu mỗi bảng tiến vào vòng loại trực tiếp, với trận chung kết tại Sân vận động Olympic Athens vào ngày 28 tháng 8 năm 2004.

## Vòng loại
16 đội sau đây vượt qua vòng loại cho giải đấu bóng đá tại Thế vận hội Mùa hè 2004.
| Phương thức vòng loại                  | Suất | Đội vượt qua vòng loại                                             |
| -------------------------------------- | ---- | ------------------------------------------------------------------ |
| Quốc gia chủ nhà                       | 1    | Hy Lạp                                                             |
| Giải vô địch bóng đá U-21 châu Âu 2004 | 3    | Ý (vô địch) · Serbia và Montenegro (á quân) · Bồ Đào Nha (hạng ba) |
| Vòng loại châu Á                       | 3    | Iraq · Nhật Bản · Hàn Quốc                                         |
| Vòng loại châu Phi                     | 4    | Ghana · Mali · Maroc · Tunisia                                     |
| Vòng loại CONCACAF                     | 2    | México (vô địch) · Costa Rica (á quân)                             |
| Giải tiền Thế vận hội Nam Mỹ 2004      | 2    | Argentina (vô địch) · Paraguay (á quân)                            |
| Vòng loại châu Đại Dương               | 1    | Úc                                                                 |
| Tổng số                                | 16   |                                                                    |

## Trọng tài
Châu Phi
- Essam Abd El Fatah (Ai Cập)
- Divine Evehe (Cameroon)

Châu Á
- Subkhiddin Mohd Salleh (Malaysia)

Bắc và Trung Mỹ
- Benito Archundia (Mexico)
- Carlos Batres (Guatemala)

Nam Mỹ
- Horacio Elizondo (Argentina)
- Jorge Larrionda (Uruguay)
- Carlos Torres (Paraguay)

Châu Âu
- Massimo De Santis (Ý)
- Claus Bo Larsen (Đan Mạch)
- Éric Poulat (Pháp)
- Kyros Vassaras (Hy Lạp)

Châu Đại Dương
- Charles Ariiotima (Tahiti)

## Hạt giống
Lễ bốc thăm cho nội dung bóng đá nam đã diễn ra vào ngày 9 tháng 6 năm 2004. Argentina, Hy Lạp, Nhật Bản và Maroc được xếp hạt giống tại lễ bốc thăm và lần lượt được xếp vào các bảng A–D. Các đội còn lại được bốc thăm từ 4 nhóm, với các đội cùng khu vực không cùng bảng đấu.
| Nhóm 1: Chủ nhà, các đội hạt giống thuộc châu Phi, châu Mỹ và châu Á                                                               | Nhóm 2: Các đội không xếp hạt giống thuộc châu Á và châu Đại Dương | Nhóm 3: Các đội không xếp hạt giống thuộc châu Mỹ | Nhóm 4: Các đội không xếp hạt giống thuộc châu Phi | Nhóm 5: Các đội không xếp hạt giống thuộc châu Âu |
| --- | ------------------------------------------------------------------ | ------------------------------------------------- | -------------------------------------------------- | ------------------------------------------------- |
| - Hy Lạp (được xếp vào vị trí A1) - Nhật Bản (được xếp vào bảng B) - Argentina (được xếp vào bảng C) - Maroc (được xếp vào bảng D) | - Iraq - Hàn Quốc - Úc                                             | - Costa Rica - México - Paraguay                  | - Ghana - Mali - Tunisia                           | - Ý - Serbia và Montenegro - Bồ Đào Nha           |

## Vòng bảng

### Bảng A
| VT | Đội        | ST | T | H | B | BT | BB | HS | Đ | Giành quyền tham dự     |
| -- | ---------- | -- | - | - | - | -- | -- | -- | - | ----------------------- |
| 1  | Mali       | 3  | 1 | 2 | 0 | 5  | 3  | +2 | 5 | Vòng đấu loại trực tiếp |
| 2  | Hàn Quốc   | 3  | 1 | 2 | 0 | 6  | 5  | +1 | 5 | Vòng đấu loại trực tiếp |
| 3  | México     | 3  | 1 | 1 | 1 | 3  | 3  | 0  | 4 |                         |
| 4  | Hy Lạp (H) | 3  | 0 | 1 | 2 | 4  | 7  | −3 | 1 |                         |

| Hàn Quốc                             | 2–2      | Hy Lạp                                   |
| ------------------------------------ | -------- | ---------------------------------------- |
| Kim Dong-jin 43' · Vyntra 64' (l.n.) | Chi tiết | Taralidis 78' · Papadopoulos 82' (ph.đ.) |

| Mali | 0–0      | México |
| ---- | -------- | ------ |
|      | Chi tiết |        |

| Hàn Quốc         | 1–0      | México |
| ---------------- | -------- | ------ |
| Kim Jung-woo 16' | Chi tiết |        |

| Hy Lạp | 0–2    | Mali                    |
| ------ | ------ | ----------------------- |
|        | Report | Berthe 2' · N'Diaye 45' |

| Hàn Quốc                                   | 3–3    | Mali                 |
| ------------------------------------------ | ------ | -------------------- |
| Cho Jae-jin 57', 59' · Tamboura 64' (l.n.) | Report | N'Diaye 7', 24', 55' |

| Hy Lạp                                  | 2–3    | México                       |
| --------------------------------------- | ------ | ---------------------------- |
| Taralidis 82' (ph.đ.) · Stoltidis 90+3' | Report | Márquez 47' · Bravo 70', 86' |

### Bảng B
| VT | Đội      | ST | T | H | B | BT | BB | HS | Đ | Giành quyền tham dự     |
| -- | -------- | -- | - | - | - | -- | -- | -- | - | ----------------------- |
| 1  | Paraguay | 3  | 2 | 0 | 1 | 6  | 5  | +1 | 6 | Vòng đấu loại trực tiếp |
| 2  | Ý        | 3  | 1 | 1 | 1 | 5  | 5  | 0  | 4 | Vòng đấu loại trực tiếp |
| 3  | Ghana    | 3  | 1 | 1 | 1 | 4  | 4  | 0  | 4 |                         |
| 4  | Nhật Bản | 3  | 1 | 0 | 2 | 6  | 7  | −1 | 3 |                         |

| Paraguay                                   | 4–3    | Nhật Bản                                 |
| ------------------------------------------ | ------ | ---------------------------------------- |
| Giménez 5' · Cardozo 26', 37' · Torres 62' | Report | Ono 22' (ph.đ.), 53' (ph.đ.) · Ōkubo 81' |

| Ghana                     | 2–2    | Ý                         |
| ------------------------- | ------ | ------------------------- |
| Pappoe 36' · Appiah 45+1' | Report | Pinzi 49' · Gilardino 83' |

| Paraguay    | 1–2    | Ghana                  |
| ----------- | ------ | ---------------------- |
| Gamarra 76' | Report | Tiero 81' · Appiah 84' |

| Nhật Bản                  | 2–3    | Ý                               |
| ------------------------- | ------ | ------------------------------- |
| Abe 21' · Takamatsu 90+1' | Report | De Rossi 3' · Gilardino 8', 36' |

| Paraguay    | 1–0    | Ý |
| ----------- | ------ | - |
| Bareiro 14' | Report |   |

| Nhật Bản  | 1–0    | Ghana |
| --------- | ------ | ----- |
| Ōkubo 37' | Report |       |

### Bảng C
| VT | Đội                  | ST | T | H | B | BT | BB | HS  | Đ | Giành quyền tham dự     |
| -- | -------------------- | -- | - | - | - | -- | -- | --- | - | ----------------------- |
| 1  | Argentina            | 3  | 3 | 0 | 0 | 9  | 0  | +9  | 9 | Vòng đấu loại trực tiếp |
| 2  | Úc                   | 3  | 1 | 1 | 1 | 6  | 3  | +3  | 4 | Vòng đấu loại trực tiếp |
| 3  | Tunisia              | 3  | 1 | 1 | 1 | 4  | 5  | −1  | 4 |                         |
| 4  | Serbia và Montenegro | 3  | 0 | 0 | 3 | 3  | 14 | −11 | 0 |                         |

| Tunisia     | 1–1    | Úc         |
| ----------- | ------ | ---------- |
| Zitouni 69' | Report | Aloisi 45' |

| Argentina                                                                 | 6–0    | Serbia và Montenegro |
| ------------------------------------------------------------------------- | ------ | -------------------- |
| Delgado 11' · C. González 17' · Tevez 42', 43' · Heinze 74' · Rosales 77' | Report |                      |

| Serbia và Montenegro | 1–5    | Úc                                               |
| -------------------- | ------ | ------------------------------------------------ |
| Radonjić 72'         | Report | Cahill 11' · Aloisi 45+1', 57' · Elrich 60', 86' |

| Argentina               | 2–0    | Tunisia |
| ----------------------- | ------ | ------- |
| Tevez 39' · Saviola 72' | Report |         |

| Argentina       | 1–0    | Úc |
| --------------- | ------ | -- |
| D'Alessandro 9' | Report |    |

| Serbia và Montenegro      | 2–3    | Tunisia                                        |
| ------------------------- | ------ | ---------------------------------------------- |
| Krasić 70' · Vukčević 87' | Report | Clayton 41' · Jedidi 83' (ph.đ.) · Zitouni 89' |

### Bảng D
| VT | Đội        | ST | T | H | B | BT | BB | HS | Đ | Giành quyền tham dự     |
| -- | ---------- | -- | - | - | - | -- | -- | -- | - | ----------------------- |
| 1  | Iraq       | 3  | 2 | 0 | 1 | 7  | 4  | +3 | 6 | Vòng đấu loại trực tiếp |
| 2  | Costa Rica | 3  | 1 | 1 | 1 | 4  | 4  | 0  | 4 | Vòng đấu loại trực tiếp |
| 3  | Maroc      | 3  | 1 | 1 | 1 | 3  | 3  | 0  | 4 |                         |
| 4  | Bồ Đào Nha | 3  | 1 | 0 | 2 | 6  | 9  | −3 | 3 |                         |

| Costa Rica | 0–0    | Maroc |
| ---------- | ------ | ----- |
|            | Report |       |

| Iraq                                                          | 4–2    | Portugal                         |
| ------------------------------------------------------------- | ------ | -------------------------------- |
| E. Mohammed 16' · H. Mohammed 29' · Mahmoud 56' · Sadir 90+3' | Report | Haidar 13' (l.n.) · Bosingwa 45' |

| Costa Rica | 0–2    | Iraq                        |
| ---------- | ------ | --------------------------- |
|            | Report | H. Mohammed 67' · Karim 72' |

| Maroc      | 1–2    | Portugal                      |
| ---------- | ------ | ----------------------------- |
| Bouden 85' | Report | C. Ronaldo 40' · R. Costa 73' |

| Maroc                          | 2–1    | Iraq      |
| ------------------------------ | ------ | --------- |
| Bouden 69' (ph.đ.) · Aqqal 77' | Report | Sadir 63' |

| Costa Rica                                                     | 4–2    | Portugal                  |
| -------------------------------------------------------------- | ------ | ------------------------- |
| Villalobos 50' · Meira 68' (l.n.) · Saborío 71' · Brenes 90+1' | Report | Almeida 29' · Ribeiro 54' |

## Vòng đấu loại trực tiếp
|  | Tứ kết                          | Tứ kết                                                    |                                 |   | Bán kết               | Bán kết               |  |  | Tranh huy chương vàng | Tranh huy chương vàng |
|  |                                 |                                                           |                                 |   |                       |                       |  |  |                       |                       |
|  | 21 tháng 8 – Athens Karaiskakis |                                                           |                                 |   |                       |                       |  |  |                       |                       |
|  |                                 |                                                           |                                 |   |                       |                       |  |  |                       |                       |
|  | Mali                            | 0                                                         |                                 |   |                       |                       |  |  |                       |                       |
|  | Mali                            | 0                                                         | 24 tháng 8 – Athens Karaiskakis |   |                       |                       |  |  |                       |                       |
|  | Ý                               | 1                                                         |                                 |   |                       |                       |  |  |                       |                       |
|  | Ý                               | 1                                                         | Ý                               | 0 |                       |                       |  |  |                       |                       |
|  | 21 tháng 8 – Patras             |                                                           | Ý                               | 0 |                       |                       |  |  |                       |                       |
|  |                                 | Argentina                                                 | 3                               |   |                       |                       |  |  |                       |                       |
|  | Argentina                       | Argentina                                                 | 3                               | 4 |                       |                       |  |  |                       |                       |
|  | Argentina                       |                                                           | 28 tháng 8 – Athens Olympic     | 4 |                       |                       |  |  |                       |                       |
|  | Costa Rica                      | 0                                                         |                                 |   |                       |                       |  |  |                       |                       |
|  | Costa Rica                      | 0                                                         | Argentina                       | 1 |                       |                       |  |  |                       |                       |
|  | 21 tháng 8 – Heraklion          |                                                           | Argentina                       | 1 |                       |                       |  |  |                       |                       |
|  |                                 | Paraguay                                                  | 0                               |   |                       |                       |  |  |                       |                       |
|  | Iraq                            | Paraguay                                                  | 0                               | 1 |                       |                       |  |  |                       |                       |
|  | Iraq                            | 24 tháng 8 – [[[Sân vận động Kaftanzoglio\|Thessaloniki]] |                                 | 1 |                       |                       |  |  |                       |                       |
|  | Úc                              | 0                                                         |                                 |   |                       |                       |  |  |                       |                       |
|  | Úc                              | 0                                                         | Iraq                            | 1 |                       |                       |  |  |                       |                       |
|  | 21 tháng 8 – Thessaloniki       |                                                           | Iraq                            | 1 |                       |                       |  |  |                       |                       |
|  |                                 | Paraguay                                                  | 3                               |   | Tranh huy chương đồng | Tranh huy chương đồng |  |  |                       |                       |
|  | Paraguay                        | Paraguay                                                  | 3                               | 3 | Tranh huy chương đồng | Tranh huy chương đồng |  |  |                       |                       |
|  | Paraguay                        |                                                           | 27 tháng 8 – Thessaloniki       | 3 |                       |                       |  |  |                       |                       |
|  | Hàn Quốc                        | 2                                                         |                                 |   |                       |                       |  |  |                       |                       |
|  | Hàn Quốc                        | 2                                                         | Ý                               | 1 |                       |                       |  |  |                       |                       |
|  |                                 |                                                           |                                 |   |                       |                       |  |  |                       |                       |
|  | Iraq                            | 0                                                         |                                 |   |                       |                       |  |  |                       |                       |
|  | Iraq                            | 0                                                         |                                 |   |                       |                       |  |  |                       |                       |

### Tứ kết
| Mali | 0–1 (s.h.p.) | Ý         |
| ---- | ------------ | --------- |
|      | Report       | Bovo 116' |

| Iraq            | 1–0    | Úc |
| --------------- | ------ | -- |
| E. Mohammed 64' | Report |    |

| Argentina                         | 4–0    | Costa Rica |
| --------------------------------- | ------ | ---------- |
| Delgado 24' · Tevez 43', 82', 83' | Report |            |

| Paraguay                       | 3–2    | Hàn Quốc                      |
| ------------------------------ | ------ | ----------------------------- |
| Bareiro 19', 71' · Cardozo 61' | Report | Lee Chun-soo 74', 79' (ph.đ.) |

### Bán kết
| Ý | 0–3    | Argentina                                        |
| - | ------ | ------------------------------------------------ |
|   | Report | Tevez 16' · Lucho González 69' · M. González 84' |

| Iraq       | 1–3    | Paraguay                       |
| ---------- | ------ | ------------------------------ |
| Farhan 83' | Report | Cardozo 17', 34' · Bareiro 68' |

### Trận tranh huy chương đồng
| Ý            | 1–0    | Iraq |
| ------------ | ------ | ---- |
| Gilardino 8' | Report |      |

### Trận tranh huy chương vàng
| Argentina | 1–0    | Paraguay |
| --------- | ------ | -------- |
| Tevez 18' | Report |          |

|  |  |  |

| GK                      | 18 | Germán Lux          |  |     |
| DF                      | 4  | Fabricio Coloccini  |  |     |
| DF                      | 2  | Roberto Ayala (c)   |  |     |
| DF                      | 6  | Gabriel Heinze      |  |     |
| MF                      | 16 | Luis O. González    |  |     |
| MF                      | 5  | Javier Mascherano   |  |     |
| MF                      | 11 | Kily González 48'   |  |     |
| MF                      | 15 | Andrés D'Alessandro |  |     |
| MF                      | 12 | Mauro Rosales       |  |     |
| FW                      | 10 | Carlos Tevez        |  |     |
| FW                      | 8  | César Delgado       |  | 76' |
| Thay người:             |    |                     |  |     |
| DF                      | 14 | Clemente Rodríguez  |  | 76' |
| Huấn luyện viên trưởng: |    |                     |  |     |
| Marcelo Bielsa          |    |                     |  |     |

| GK                      | 18 | Diego Barreto          |  |         |
| DF                      | 2  | Emilio Martínez 66'    |  |         |
| DF                      | 3  | Julio Manzur 37'       |  |         |
| DF                      | 4  | Carlos Gamarra (c) 30' |  |         |
| DF                      | 6  | Celso Esquivel         |  | 45' 76' |
| MF                      | 8  | Edgar Barreto          |  | 72'     |
| MF                      | 11 | Aureliano Torres 72'   |  |         |
| MF                      | 10 | Diego Figueredo 65'    |  |         |
| MF                      | 13 | Julio Enciso           |  | 63'     |
| FW                      | 7  | Pablo Giménez          |  |         |
| FW                      | 9  | Fredy Bareiro          |  |         |
| Thay người:             |    |                        |  |         |
| MF                      | 16 | Osvaldo Díaz           |  | 63'     |
| FW                      | 15 | Ernesto Cristaldo      |  | 72'     |
| FW                      | 14 | Julio V. González      |  | 76' 87' |
| Huấn luyện viên trưởng: |    |                        |  |         |
| Carlos Jara Saguier     |    |                        |  |         |

| GK                      | 18 | Germán Lux          |  |     |
| DF                      | 4  | Fabricio Coloccini  |  |     |
| DF                      | 2  | Roberto Ayala (c)   |  |     |
| DF                      | 6  | Gabriel Heinze      |  |     |
| MF                      | 16 | Luis O. González    |  |     |
| MF                      | 5  | Javier Mascherano   |  |     |
| MF                      | 11 | Kily González 48'   |  |     |
| MF                      | 15 | Andrés D'Alessandro |  |     |
| MF                      | 12 | Mauro Rosales       |  |     |
| FW                      | 10 | Carlos Tevez        |  |     |
| FW                      | 8  | César Delgado       |  | 76' |
| Thay người:             |    |                     |  |     |
| DF                      | 14 | Clemente Rodríguez  |  | 76' |
| Huấn luyện viên trưởng: |    |                     |  |     |
| Marcelo Bielsa          |    |                     |  |     |

| GK                      | 18 | Diego Barreto          |  |         |
| DF                      | 2  | Emilio Martínez 66'    |  |         |
| DF                      | 3  | Julio Manzur 37'       |  |         |
| DF                      | 4  | Carlos Gamarra (c) 30' |  |         |
| DF                      | 6  | Celso Esquivel         |  | 45' 76' |
| MF                      | 8  | Edgar Barreto          |  | 72'     |
| MF                      | 11 | Aureliano Torres 72'   |  |         |
| MF                      | 10 | Diego Figueredo 65'    |  |         |
| MF                      | 13 | Julio Enciso           |  | 63'     |
| FW                      | 7  | Pablo Giménez          |  |         |
| FW                      | 9  | Fredy Bareiro          |  |         |
| Thay người:             |    |                        |  |         |
| MF                      | 16 | Osvaldo Díaz           |  | 63'     |
| FW                      | 15 | Ernesto Cristaldo      |  | 72'     |
| FW                      | 14 | Julio V. González      |  | 76' 87' |
| Huấn luyện viên trưởng: |    |                        |  |         |
| Carlos Jara Saguier     |    |                        |  |         |

## Bảng xếp hạng chung cuộc
| VT | Đội                        | ST | T | H | B | BT | BB | HS  | Đ  |
| -- | -------------------------- | -- | - | - | - | -- | -- | --- | -- |
| 1  | Argentina (ARG)            | 6  | 6 | 0 | 0 | 17 | 0  | +17 | 18 |
| 2  | Paraguay (PAR)             | 6  | 4 | 0 | 2 | 12 | 9  | +3  | 12 |
| 3  | Ý (ITA)                    | 6  | 3 | 1 | 2 | 7  | 8  | −1  | 10 |
| 4  | Iraq (IRQ)                 | 6  | 3 | 0 | 3 | 9  | 8  | +1  | 9  |
| 5  | Mali (MLI)                 | 4  | 1 | 2 | 1 | 5  | 4  | +1  | 5  |
| 6  | Hàn Quốc (KOR)             | 4  | 1 | 2 | 1 | 8  | 8  | 0   | 5  |
| 7  | Úc (AUS)                   | 4  | 1 | 1 | 2 | 6  | 4  | +2  | 4  |
| 8  | Costa Rica (CRC)           | 4  | 1 | 1 | 2 | 4  | 8  | −4  | 4  |
| 9  | Ghana (GHA)                | 3  | 1 | 1 | 1 | 4  | 4  | 0   | 4  |
| 10 | Maroc (MAR)                | 3  | 1 | 1 | 1 | 3  | 3  | 0   | 4  |
| 11 | México (MEX)               | 3  | 1 | 1 | 1 | 3  | 3  | 0   | 4  |
| 12 | Tunisia (TUN)              | 3  | 1 | 1 | 1 | 4  | 5  | −1  | 4  |
| 13 | Nhật Bản (JPN)             | 3  | 1 | 0 | 2 | 6  | 7  | −1  | 3  |
| 14 | Bồ Đào Nha (POR)           | 3  | 1 | 0 | 2 | 6  | 9  | −3  | 3  |
| 15 | Hy Lạp (GRE)               | 3  | 0 | 1 | 2 | 4  | 7  | −3  | 1  |
| 16 | Serbia và Montenegro (SCG) | 3  | 0 | 0 | 3 | 3  | 14 | −11 | 0  |

## Thống kê

### Cầu thủ ghi bàn
Với 8 bàn thắng, Carlos Tevez của Argentina là vua phá lưới giải đấu. Tổng cộng 101 bàn thắng được ghi bởi 65 cầu thủ khác nhau, trong đó có 4 bàn phản lưới nhà.
8 bàn
- Carlos Tevez

5 bàn
- José Cardozo

4 bàn 
- Alberto Gilardino
- Tenema N'Diaye
- Fredy Bareiro

3 bàn
- John Aloisi

2 bàn 
- César Delgado
- Ahmad Elrich
- Stephen Appiah
- Giannis Taralidis
- Emad Mohammed
- Hawar Mulla Mohammed
- Salih Sadir
- Yoshito Ōkubo
- Shinji Ono
- Omar Bravo
- Bouabid Bouden
- Cho Jae-jin
- Lee Chun-soo
- Ali Zitouni

1 bàn
- Andrés D'Alessandro
- Gabriel Heinze
- Kily González
- Lucho González
- Mariano González
- Mauro Rosales
- Javier Saviola
- Tim Cahill
- Pablo Brenes
- Álvaro Saborío
- José Villalobos
- Emmanuel Pappoe
- William Tiero
- Dimitrios Papadopoulos
- Ieroklis Stoltidis
- Razzaq Farhan
- Mahdi Karim
- Younis Mahmoud
- Cesare Bovo
- Daniele De Rossi
- Giampiero Pinzi
- Yuki Abe
- Daiki Takamatsu
- Mamadi Berthe
- Rafael Márquez Lugo
- Salaheddine Aqqal
- Carlos Gamarra
- Pablo Giménez
- Aureliano Torres
- Hugo Almeida
- José Bosingwa
- Ricardo Costa
- Jorge Ribeiro
- Cristiano Ronaldo
- Miloš Krasić
- Srđan Radonjić
- Simon Vukčević
- Kim Dong-jin
- Kim Jung-woo
- José Clayton
- Mohamed Jedidi

Phản lưới nhà 

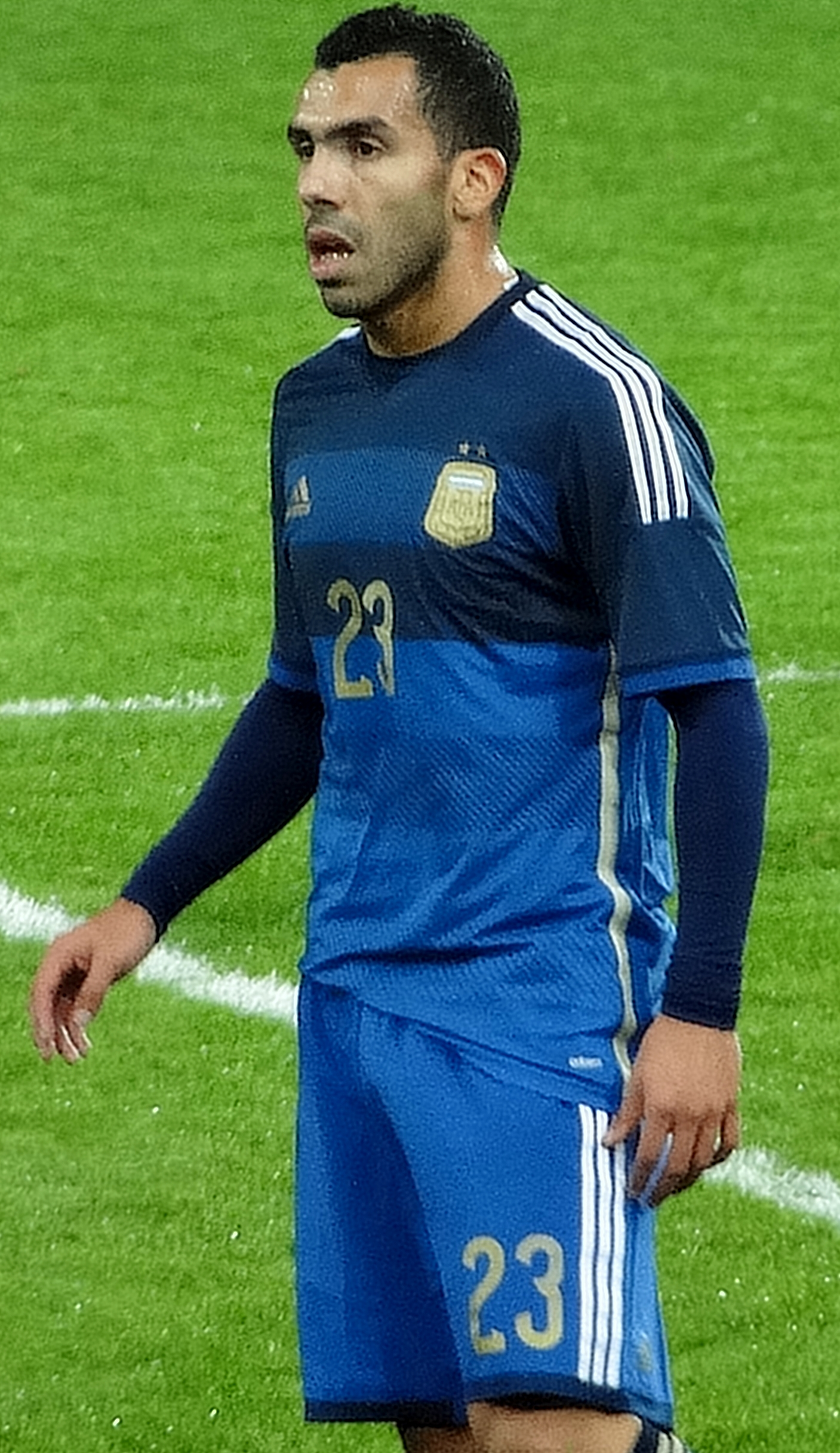
Carlos Tevez, cầu thủ chủ chốt và vua phá lưới (8 bàn)

- Loukas Vyntra (trong trận gặp Hàn Quốc)
- Adama Tamboura (trong trận gặp Hàn Quốc)
- Haidar Jabar (trong trận gặp Bồ Đào Nha)
- Fernando Meira (trong trận gặp Costa Rica)